# 喬利 (喬治亞州)
喬利（英語：Jolly）是位於美國喬治亞州派克縣的一個非建制地區。該地的面積和人口皆未知。

## 地理
喬利的座標為33°07′20″N 84°23′24″W / 33.12222°N 84.39000°W，而該地的平均海拔高度為268米（即879英尺）。